# Население Ростова-на-Дону
Ростов-на-Дону — 12-й по численности населения город в России, 2-й в ЮФО и 1-й в области.
В Ростове-на-Дону проживает 1 143 123 чел. (2025), или 27.63 % населения области.
Миллионный житель Ростова-на-Дону родился в 1987 году.
В Ростовской агломерации, по данным на 2019 год, проживает 2,26 млн чел., в Ростовско-Шахтинской конурбации в 2013 году проживает 2,7 млн чел..

## Динамика численности
Согласно официальным данным Федеральной службы государственной статистики, динамика городского населения следующая:
| 1811       | 1840       | 1856       | 1863       | 1897       | 1914       | 1923       | 1926       | 1931       | 1937       |
| ---------- | ---------- | ---------- | ---------- | ---------- | ---------- | ---------- | ---------- | ---------- | ---------- |
| 4000       | ↗12 600    | →12 600    | ↗29 300    | ↗119 000   | ↗172 300   | ↗231 400   | ↗327 661   | ↗425 120   | ↗461 410   |
| 1939       | 1956       | 1959       | 1962       | 1967       | 1970       | 1973       | 1975       | 1976       | 1979       |
| ↗502 928   | ↗552 000   | ↗599 542   | ↗661 000   | ↗757 000   | ↗788 827   | ↗845 000   | ↗898 000   | →898 000   | ↗934 095   |
| 1982       | 1985       | 1986       | 1987       | 1989       | 1990       | 1991       | 1992       | 1993       | 1994       |
| ↗966 000   | ↗980 000   | ↗991 000   | ↗1 004 000 | ↗1 019 305 | ↘1 013 000 | ↗1 028 000 | ↘1 027 000 | ↘1 025 000 | ↘1 023 000 |
| 1995       | 1996       | 1997       | 1998       | 1999       | 2000       | 2001       | 2002       | 2003       | 2004       |
| ↘1 014 000 | ↘1 013 000 | ↗1 023 000 | ↘1 009 000 | ↗1 017 300 | ↘1 012 700 | ↘997 800   | ↗1 068 267 | ↗1 068 300 | ↘1 062 000 |
| 2005       | 2006       | 2007       | 2008       | 2009       | 2010       | 2011       | 2012       | 2013       | 2014       |
| ↘1 058 000 | ↘1 054 800 | ↘1 051 600 | ↘1 048 700 | ↗1 048 991 | ↗1 089 261 | ↗1 091 544 | ↗1 096 448 | ↗1 103 733 | ↗1 109 835 |
| 2015       | 2016       | 2017       | 2018       | 2019       | 2020       | 2021       | 2023       | 2024       | 2025       |
| ↗1 114 806 | ↗1 119 875 | ↗1 125 299 | ↗1 130 305 | ↗1 133 307 | ↗1 137 904 | ↗1 142 162 | ↘1 135 968 | ↗1 140 487 | ↗1 143 123 |

## Рождаемость и смертность
| Показатель                                      | 1990 | 1999 | 2000 | 2001 | 2002 | 2003 | 2004  | 2005  | 2006  | 2007  | 2008 | 2009 | 2010 | 2011 | 2012 | 2013 |
| ----------------------------------------------- | ---- | ---- | ---- | ---- | ---- | ---- | ----- | ----- | ----- | ----- | ---- | ---- | ---- | ---- | ---- | ---- |
| Число родившихся, на 1000 населения             | 11.2 | 6.7  | 7.5  | 7.6  | 8.49 | 8.6  | 8.55  | 8.54  | 8.62  | 8.99  | 9.1  | 9.6  | 10.3 | 10.0 | 11.1 | 11.1 |
| Число умерших, на 1000 населения                | 11.9 | 13.4 | 14.7 | 14.8 | 15.3 | 13.7 | 13.59 | 13.75 | 13.27 | 13.08 | 14   | 13.4 | 12.9 | 11.9 | 11.8 | 11.7 |
| Естественный прирост (убыль), на 1000 населения | -0.7 | -6.7 | -7.2 | -7.2 | -6.8 | -5.1 | -5.04 | -5.21 | -4.65 | -4.09 | -4.9 | -3.8 | -2.6 | -1.9 | -0.7 | -0.6 |

### Ситуация на 2008 год
Демографическая ситуация в городе в 1 квартале 2008 года характеризовалась ростом уровня рождаемости и уровня смертности.
С начала 2008 года, по предварительным данным, в городе родилось 2 тысячи 382 ребёнка, что на 91 ребёнка, или 4 процента больше уровня 2007 года. Уровень рождаемости составил 9,1 промилле против 8,8 промилле в 2007 году.
В январе-марте 2008 года, по предварительным данным, умерло 3642 человека, что на 89 человек, или на 2,5 процента больше, чем в 2007 году. Уровень смертности вырос на 2,2 процента и составил 14 промилле против 13,7 промилле в 2007 году.
С начала года в городе умерло 36 детей в возрасте до 1 года, по сравнению с 2007 годом уровень младенческой смертности снизился и составил 15,11 промилле.
За счёт естественной убыли с начала 2008 года численные потери населения составили 1 тысяча 260 человек.

### Ситуация на 2009 год
Демографическая ситуация в Ростове-на-Дону в январе-марте 2009 года характеризовалась ростом уровня рождаемости и снижением уровня смертности.
Как сообщил территориальный орган Федеральной служба госстатитстики по Ростовской области, с начала года, по предварительным данным, в городе родилось 2 тыс. 472 ребёнка, что на 90 детей, (на 3,8 %) больше уровня 2008 года. Уровень рождаемости составил 9,6 промилле, увеличившись по сравнению с соответствующим периодом 2008 года на 0,5 промилле.
«Количество умерших по сравнению с 2008 годом сократилось на 177 человек и составило 3 тыс. 465 человек. Уровень смертности снизился на 0,6 промилле и составил 13,4 промилле», — говорится в сообщении.
По сообщению пресс-службы, с начала года, по предварительным данным, в городе умерло 19 детей в возрасте до 1 года (0,6 % от общего числа умерших). По сравнению с 2008 годом уровень младенческой смертности снизился на 47,2 % и составил 7,51 промилле.
За счёт естественной убыли за отчётный период численные потери населения составили 993 человека, миграционный прирост, сложившийся по итогам трёх месяцев составил 414 человек. В результате в январе-марте общая убыль населения составила 579 человек, что на 19,5 процентных пункта ниже, чем в январе-марте 2008 года.

### Ситуация на 2013 год
Демографическая ситуация в Ростове-на-Дону 2013 года родилось 15 655 малышей. Это на 305 малышей (или на 2 %) больше, чем за аналогичный период прошлого 2012 года. Такие цифры статистики приводит министерство внутренней и информационной политики региона.
Ещё одна положительная деталь — значительно по сравнению с прошлым годом увеличилось число установления отцовства (на 11,3 %) и усыновления (на 28,2 %).

### Аборты
В 2007 году количество абортов уменьшилось на 9,6 процента по сравнению с 2006 годом.

## Миграционный прирост
| 2007 | 2008 | 2009 | 2010 | 2011 | 2012 | 2013 | 2014 | 2015 | 2016 | 2017 |
| ---- | ---- | ---- | ---- | ---- | ---- | ---- | ---- | ---- | ---- | ---- |
| 184  | 543  | 414  | 3730 | 7604 | 8054 | 6701 | 5029 | 3975 | 4661 | 4975 |

### Ситуация на 2014 год
Миграционный прирост за 2014 год составил 5 029 человек.

### Ситуация на 2013 год
Миграционный прирост за 2013 год составил 6,7 тысяч человек, с учётом чего общий прирост населения города сложился в размере 6,1 тысяч человек..

### Ситуация на 2012 год
В 2012 году миграционный прирост показал слабо выраженный рост. Число прибывшего населения превысило число выбывшего на 8054 человека.

### Ситуация на 2011 год
В городе нарастает динамика миграционного прироста. Число прибывшего населения превысило число выбывшего на 7604 человек (2009 год — на 414 человек, в 2007 году — на 184 человека).

### Ситуация на 2009 год
В нём говорится, что в январе-марте в городе сохранился положительный миграционный прирост. Число прибывшего населения превысило число выбывшего на 414 человек (2008 год — на 543 человека). По сравнению с соответствующим периодом 2008 года число прибывших снизилось на 17,5 %, число выбывших — на 17,1 %.
«Миграционный прирост уменьшился на 23,7 %. Это обусловлено снижением миграционного прироста в межрегиональной миграции (миграционный прирост с регионами в пределах России уменьшился в 2,1 раза)», сообщает территориальный орган Федеральной служба госстатитстики по Ростовской области.

### Ситуация на 2008 год
По итогам 1 квартала 2008 года в городе сохранился положительный миграционный прирост. Число прибывшего населения превысило число выбывшего на 543 человека (в 2007 году — на 184 человека).
По сравнению с 2007 годом число прибывших выросло на 27,5 процента, число выбывших — на 13,3 процента.
Увеличение миграционного прироста обусловлено значительным ростом миграционного прироста в межрегиональной и в международной миграции, отмечает Ростовстат.

## Поло-возрастной состав

### Ситуация на 2013 год
Численность трудоспособного населения Ростова-на-Дону по состоянию на 1 января 2013 года оценивалась в 692 669 человек, старше трудоспособного 263 483 человек и моложе трудоспособного — 147581 человек; из них мужчины 502 566 человек (45,5 %), женщины — 601 167 человек (54,5)%.
| Городское население | Городское население | Городское население |
| ------------------- | ------------------- | ------------------- |
| Всего               | Мужчины             | Женщины             |
| 1 103 733           | 502 566             | 601 167             |

### Ситуация на 2012 год
Численность трудоспособного населения Ростова-на-Дону по состоянию на 1 января 2012 года оценивалась в 693 318 человек, старше трудоспособного 259 328 человек и моложе трудоспособного — 143 802 человек; из них мужчины 499562 человек (45,6 %), женщины — 596 886 человек (54,4)%.

### Ситуация на 2011 год
Численность трудоспособного населения Ростова-на-Дону по состоянию на 1 января 2011 года оценивалась в 692638 человек, старше трудоспособного 255602 человек и моложе трудоспособного — 142714 человек; из них мужчины 495458 человек (45,4 %), женщины — 595496 человек (54,6)%.

### Ситуация на 2010 год
Численность трудоспособного населения Ростова-на-Дону по состоянию на 1 января 2010 года оценивалась в 660893 человек, старше трудоспособного 250071 человек и моложе трудоспособного — 137160 человек; из них мужчины 45,4 %, женщины — 54,6 %.

## Национальный состав

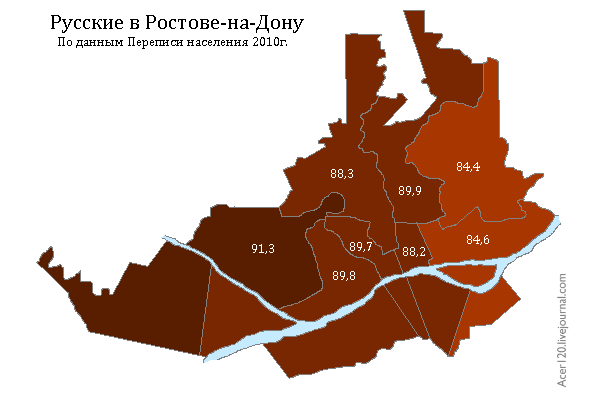
Русские в Ростове-на-Дону по районам, в %, перепись 2010 г.

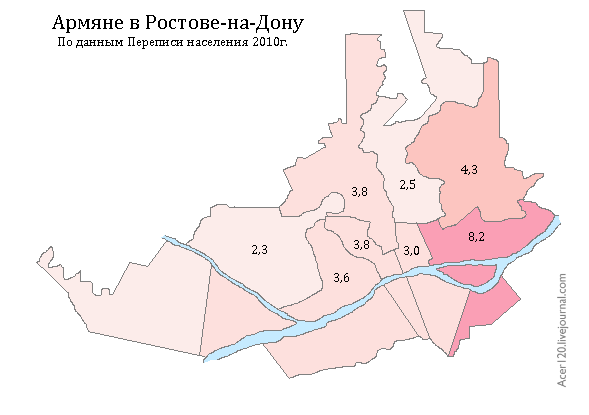
Армяне в Ростове-на-Дону по районам, в %, перепись 2010 г.

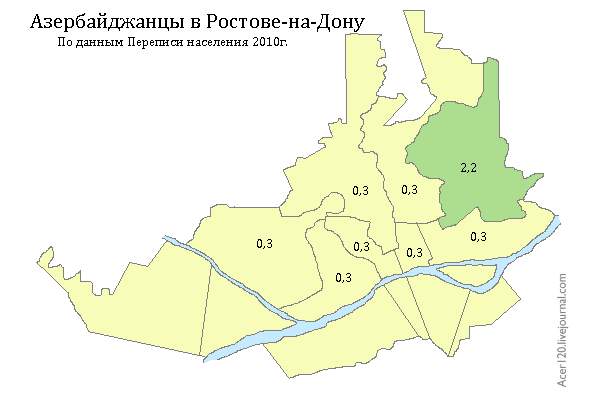
Азербайджанцы в Ростове-на-Дону по районам, в %, перепись 2010 г.

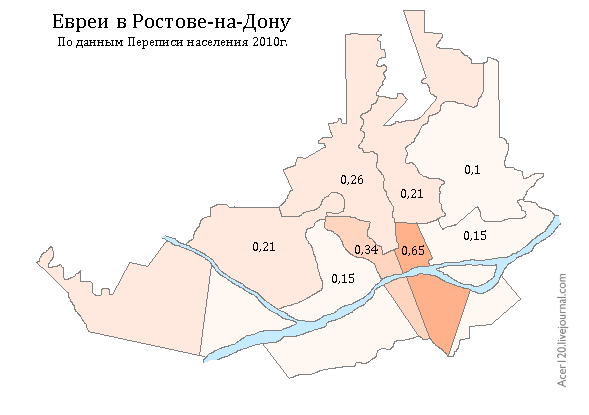
Евреи в Ростове-на-Дону по районам, в, перепись 2010 г.

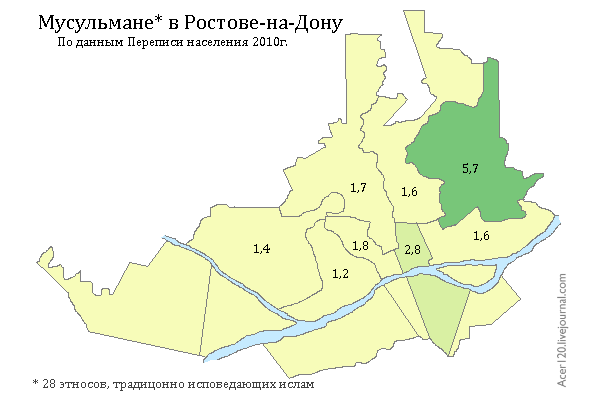
Мусульмане в Ростове-на-Дону по районам, в %, перепись 2010 г.

Национальный состав города Ростова-на-Дону был всегда предметом внимания властей города и области, но дальше постоянного упоминания в печати о том, что «наш город многонациональный» разговоры не шли. Впервые общественность получила возможность ознакомиться с данными о национальном составе населения в 1991 году.
| Народ                 | на 12.01.1989 года, итоги Всесоюзной переписи населения | на 1.01.1990 года расчётные данные | на 1.01.1991 года расчётные данные |
| --------------------- | ------------------------------------------------------- | ---------------------------------- | ---------------------------------- |
| Русские               | 887764 (89,5 %)                                         | 892717                             | 895184                             |
| Украинцы              | 37737                                                   | 37938                              | 38043                              |
| Армяне                | 31183                                                   | 31412                              | 31499                              |
| Евреи                 | 8272                                                    | 8316                               | 8339                               |
| Белорусы              | 7149                                                    | 7184                               | 7204                               |
| Греки                 | 7034                                                    | 7072                               | 7091                               |
| Грузины               | 3343                                                    | 3361                               | 3370                               |
| Корейцы               | 2175                                                    | 2187                               | 2193                               |
| Цыгане                | 1580                                                    | 1589                               | 1593                               |
| Молдаване             | 1548                                                    | 1556                               | 1561                               |
| Немцы                 | 1037                                                    | 1044                               | 1047                               |
| Татары                | 927                                                     | 932                                | 935                                |
| Мордва                | 783                                                     | 787                                | 789                                |
| Удмурты               | 373                                                     | 375                                | 376                                |
| Другие национальности | 16915                                                   | 16878                              | 16903                              |

По итогам Всесоюзной переписи населения в 1989 г. в городе проживали представители более 106 национальностей.

### Национальный состав на 2002 год
| Национальность                    | Численность чел. | % от указавших национальность |
| --------------------------------- | ---------------- | ----------------------------- |
| Русские                           | 950 628          | 89,5 %                        |
| Армяне                            | 44 223           | 4,2 %                         |
| Украинцы                          | 22 908           | 2,2 %                         |
| Татары                            | 6 571            | 0,6 %                         |
| Грузины                           | 5 127            | 0,5 %                         |
| Азербайджанцы                     | 4 506            | 0,4 %                         |
| Белорусы                          | 4 172            | 0,4 %                         |
| Корейцы                           | 4 002            | 0,4 %                         |
| Евреи                             | 3 730            | 0,4 %                         |
| Лезгины                           | 1 438            | 0,1 %                         |
| Цыгане                            | 1 363            | 0,1 %                         |
| Китайцы                           | 1 047            | 0,1 %                         |
| Греки                             | 1013             | 0,1 %                         |
| Немцы                             | 982              | 0,09 %                        |
| Чеченцы                           | 946              | 0,09 %                        |
| Молдаване                         | 850              | 0,008 %                       |
| Осетины                           | 834              | 0,08 %                        |
| Пуштуны                           | 753              | 0,07 %                        |
| Ассирийцы                         | 674              | 0,06 %                        |
| Узбеки                            | 660              | 0,006 %                       |
| Аварцы                            | 501              | 0,05 %                        |
| Мордва                            | 500              | 0,005 %                       |
| Поляки                            | 456              | 0,004 %                       |
| Вьетнамцы                         | 379              | 0,04 %                        |
| Чуваши                            | 371              | 0,03 %                        |
| Арабы                             | 370              | 0,03 %                        |
| Киргизы                           | 364              | 0,002 %                       |
| Абхазы                            | 343              | 0,03 %                        |
| Таджики                           | 337              | 0,003 %                       |
| Табасаранцы                       | 322              | 0,003 %                       |
| Калмыки                           | 319              | 0,003 %                       |
| Казахи                            | 304              | 0,003 %                       |
| Кумыки                            | 304              | 0,003 %                       |
| Даргинцы                          | 279              | 0,03 %                        |
| Болгары                           | 257              | 0,02 %                        |
| Башкиры                           | 239              | 0,02 %                        |
| Марийцы                           | 238              | 0,002 %                       |
| Кабардинцы                        | 222              | 0,002 %                       |
| Карачаевцы                        | 214              | 0,002 %                       |
| Удмурты                           | 207              | 0,002 %                       |
| Лакцы                             | 200              | 0,002 %                       |
| Адыгейцы                          | 181              | 0,02 %                        |
| Турки                             | 162              | 0,002 %                       |
| Литовцы                           | 160              | 0,002 %                       |
| Латыши                            | 151              | 0,001 %                       |
| Туркмены                          | 135              | 0,001 %                       |
| Рутульцы                          | 125              | 0,001 %                       |
| Удины                             | 111              | 0,001 %                       |
| Хинди                             | 108              | 0,01 %                        |
| Езиды                             | 101              | 0,01 %                        |
| Коми-пермяки                      | 95               | 0,009 %                       |
| Коми                              | 74               | 0,007 %                       |
| Эстонцы                           | 69               | 0,007 %                       |
| Цахуры                            | 64               | 0,006 %                       |
| Румыны                            | 63               | 0,006 %                       |
| Ногайцы                           | 60               | 0,06 %                        |
| Испанцы                           | 51               | 0,005 %                       |
| Черкесы                           | 50               | 0,005 %                       |
| Курды                             | 41               | 0,004 %                       |
| Гагаузы                           | 40               | 0,004 %                       |
| Балкарцы                          | 37               | 0,003 %                       |
| Чехи                              | 29               | 0,003 %                       |
| Монголы                           | 26               | 0,002 %                       |
| Венгры                            | 24               | 0,002 %                       |
| Карелы                            | 24               | 0,002 %                       |
| Французы                          | 22               | 0,002 %                       |
| Персы                             | 20               | 0,002 %                       |
| Эстонцы                           | 69               | 0,007 %                       |
| другие национальности             | 1 176            | 0,1 %                         |
| Лица, не указавшие национальность | 1 296            | 0,01 %                        |
| ВСЕГО НАСЕЛЕНИЯ                   | 1 068 267        |                               |

30 человек назвали себя в подписных листах скифами по национальности.

### Национальный состав на 2010 год[57]
| Национальность                 | Численность чел. | % от указавших национальность |
| ------------------------------ | ---------------- | ----------------------------- |
| Русские                        | 960 883          | 90,1 %                        |
| Армяне                         | 41 553           | 3,4 %                         |
| Украинцы                       | 16 249           | 1,5 %                         |
| Азербайджанцы                  | 6 739            | 0,6 %                         |
| Татары                         | 5 291            | 0,5 %                         |
| Грузины                        | 3 960            | 0,4 %                         |
| Белорусы                       | 2 874            | 0,3 %                         |
| Корейцы                        | 2 792            | 0,3 %                         |
| Евреи                          | 2 403            | 0,2 %                         |
| Лезгины                        | 1 660            | 0,2 %                         |
| Киргизы                        | 1 374            | 0,1 %                         |
| Узбеки                         | 1 188            | 0,1 %                         |
| Чеченцы                        | 1 073            | 0,1 %                         |
| Осетины                        | 992              | 0,1 %                         |
| Греки                          | 950              | 0,1 %                         |
| Ингуши                         | 928              | 0,1 %                         |
| Цыгане                         | 893              | 0,1 %                         |
| Таджики                        | 852              | 0,1 %                         |
| другие национальности          | 13 861           | 1,7 %                         |
| Всего указавших национальность | 1 066 523        | 100,0 %                       |
| ВСЕГО НАСЕЛЕНИЯ                | 1 089 261        |                               |

### Национальный состав по переписи 2020 года
По итогам переписи населения проживали следующие национальности (национальности менее 0,1 % и другое см. в сноске к строке «Другие»):
| Национальность | Численность, чел. | Доля     |
| -------------- | ----------------- | -------- |
| Русские        | 938 231           | 92,30 %  |
| Армяне         | 26 675            | 2,62 %   |
| Украинцы       | 6742              | 0,66 %   |
| Азербайджанцы  | 3801              | 0,37 %   |
| Татары         | 2984              | 0,29 %   |
| Таджики        | 2907              | 0,29 %   |
| Грузины        | 2470              | 0,24 %   |
| Узбеки         | 2398              | 0,24 %   |
| Киргизы        | 2028              | 0,20 %   |
| Корейцы        | 1440              | 0,14 %   |
| Другие         | 26 800            | 2,65 %   |
| Итого          | 1 016 476         | 100,00 % |

## Население по районам
| Район           | 1970  | 1979  | 1989  | 2002  | 2010  |
| --------------- | ----- | ----- | ----- | ----- | ----- |
| Ворошиловский   | —     | —     | 192,9 | 203,3 | 212,7 |
| Ленинский       | 103,8 | 90,6  | 79,8  | 81,8  | 78,5  |
| Пролетарский    | 122,4 | 132,2 | 129,6 | 132,2 | 122,2 |
| Железнодорожный | 170,6 | 100,8 | 95,3  | 95,3  | 103,2 |
| Октябрьский     | 154,7 | 197,8 | 137,6 | 153,6 | 160,6 |
| Советский       | —     | 146,6 | 148,2 | 166,2 | 170,3 |
| Кировский       | 98,5  | 94,1  | 81,5  | 69,0  | 66,0  |
| Первомайский    | 138,7 | 171,7 | 154,2 | 166,6 | 176,4 |

## Браки и разводы

### Ситуация на 2013 год
На 2013 год увеличилось количество пар 3 %, желающих вступить в брак (7336 регистраций).
За четыре месяца (14 мая) 2013 года органами ЗАГС Ростовской области зарегистрировано 53 263 актов гражданского состояния, что на 3,6 % больше чем за аналогичный период прошлого 2012 года.

### Ситуация на 2009 год
На 7 мая 2009 зарегистрировано 1 тыс. 569 браков, что на 53 брака больше, чем в 2008 году. Уровень брачности вырос и составил 6,1%. С начала 2009 года зарегистрировано 1 тыс. 282 развода. Уровень разводимости не изменился и составил 5,0%.

### Ситуация на 2008 год
В 2008 году зарегистрировано 1516 браков, что на 181 брак, или 13,6% больше, чем в 2007 году. Уровень брачности вырос на 11,5% и составил 5,8% против 5,2% в 2007 году.
За это же время зарегистрировано 1310 разводов, что на 83 развода, или 6% меньше, чем в 2007 году. Уровень разводимости составил 5% против 5,4% в 2007 году.

## Критика официальной статистики
Вопрос численности населения Ростова-на-Дону носит дискуссионный характер. 
Критика официальной статистики со стороны НКО "Большой Ростов":
1. В соответствии с данными Центра медицинской статистики (при Минздраве РО, информация опубликована в органе администрации "Ростов официальный"), в рамках ОМС количество застрахованных и имеющих регистрацию в Ростове-на-Дону на январь 2019 года составляет 1 миллион 398 тысяч 896 человек. Количество амбулаторных медицинских карт (живых лиц) в муниципальных медицинских учреждениях (без учета пациентов учреждений ФМБА и ведомственных учреждений МО, МВД, ФСБ, МЧС и подобных структур) составляет 1 миллион 438 тысяч 543 человека. Также в соответствии и данными управления Пенсионного фонда РФ по РО ( опубликованы в открытом доступе на сайте) указывается, что количество физических лиц достигших 18 лет на 1 марта 2018 года, получивших  свидетельство СНИЛС и находящихся в живых, а также имевших регистрацию в Ростове-на-Дону составляет 986 тысяч человек , что, учитывая соотношение взрослого и детского населения, полностью согласуется с данными ОМС. С данными ОМС полностью согласуются сведения по выборам в Ростовской области, в официальных источниках (отчет ИК РО публикуемый в газете "Ростов официальный") указывается, что количество суммарное избирателей со всех ТИК г. Ростова-на-Дону (лиц от 18 лет)  составляет 990 тысяч человек, аналогично в интервью 13 мая 2019 года корреспонденту газеты "Вечерний Ростов", председатель избирательной комиссии Ростовской области Ушаков прокомментировал, что в Ростове-на-Дону количество избирателей почти достигло 1-го миллиона человек. Также в виду возможности проведения 22 апреля 2020 года общероссийского голосования по изменениям Конституции РФ и перенесенного затем в газете "Ростов официальный" номер за январь 2020 года было указано, что количество избирателей, которые могут принять участие в голосование по данным ТИК Ростова-на-Дону, составляет 1 миллион  62 тысячи человек, а учитывая соотношение населения (до и после 18 лет) получается, что население города практически не менее 1 миллиона 500 тысяч жителей.
2. В соответствии с данными строительного портала ЦИАН (официальная аккредитация при Минстрое РФ) в Ростове-на-Дону на май 2019 года идет строительство 127 жилых комплексов (стадия заселения и продажи квартир) - достаточно для размещения по минимальному нормативу для 300 тысяч человек. За последние 7 лет в Ростове-на-Дону в эксплуатацию введено  4 больших жилых микрорайона - Левенцовский, Суворовский, Красно-Аксайский и Платовский, каждый микрорайон по проекту и фактически от 80 тысяч жителей, и 16 микро-квартальных строений  от 8 до 16 тысяч человек. При этом расселение районов старой постройки, в том числе одноэтажной, со сроком строений от 80 и даже более 100 лет не производилось. В соответствии с публикацией газеты "Вечерний Ростов" за 16 февраля 2020 года - отчёт Департамента строительства и архитектуры Администрации города- на январь 2020 года в городе идёт строительство 136 жилых комплексов, что позволит разместить 380 тысяч жителей. Имеет место явное несоответствие количества построенной жилой площади и официальной статистики численности населения. Также НКО обращает внимание, что Ростов-на-Дону является наименьшим по площади миллионным городом РФ и Европы ( по линии официальной межи города), что приводит к тому, что по плотности населения Ростов-на-Дону занимает первое место среди городов РФ с населением более 100 тысяч человек, а также имеет наивысший коэффициент соотношения вводимой жилой площади к официальному населению среди миллионных городов РФ - в 2.3 раза выше Санкт-Петербурга и 1.8 выше Москвы.Некоторые микрорайоны Ростова-на-Дону географически находятся вне юридической границы (межи) города, но прямо прилегают к  меже, а при регистрации адресов причисляются к Ростову-на-Дону , такой особенностью отличается микрорайон Платовский, Западные ворота, Ростовское море,  и место за городским кладбищем  компактного расселения военнослужащих МО РФ , сотрудников Росгвардии и пенсионеров силовых структур микрорайон  Суворовский.
3. На портале ЦИАН появилась информация о миграционной ипотечной и жилищной миграционной тенденции в стране ( покупка квартир в ином регионе на будущее либо для возможного переезда). Показывается, что около 20% новостроек в Ростове-на-Дону покупают жители иных регионов (преимущественно Сибири, Урала, Дальнего Востока, районов Севера России). Реализуют покупку в качестве переезда семейного либо частичного до 75 % покупателей, возникает проблема и тенденция перетока населения из отдаленных регионов в Ростов-на-Дону ( аналогичная тенденция наблюдается у Краснодара и района Адлер-Сочи). В настоящий момент в Ростове-на-Дону идёт процесс предоставления льготной ипотеки жителям ЛНР, ДНР, Запорожья, что усиливает миграцию в город. Ростов-на-Дону буквально заполнен рекламными плакатами на эту тему.
4. На основании данных Комитета по торговле и статистике Администрации  Ростова-на-Дону показывается, что хлебозаводы непосредственно самого Ростова-на-Дону выпускают и реализуют хлебобулочной продукции ежесуточно, достаточной для обеспечения не менее 2,2 миллиона человек, аналогичная ситуация наблюдается и в отношении остальных 16 основных продуктов питания местного производства и ввозимых в город.
5. Кроме, НКО "Большой Ростов" аналогичные факты приводит НКО "Народное образование Дона" , которая утверждает, что в Ростове-на-Дону за последние 8 лет введено к эксплуатацию 28 общеобразовательных школ, 9 гимназий, 13 лицеев при ВУЗАХ  и 6 частных школ общеобразовательного типа, при этом ни одной школы, лицея, гимназии, и учреждений типа ПТУ не было закрыто. Этого количества достаточно для размещения около 85-100 тысяч школьников. Появилась в 2020 года уникальная ( единственная подобная в РФ) школа № 75, микрорайон Суворовский в школе практически 4000 учеников, а первые классы имеют нумерацию от А до У  и наполнение классов от 40 учеников, с 1 сентября 2021 года школа численно увеличилась - первые классы получили нумерацию до буквы Ф, а общее количество учеников увеличилось до 4864 человек. В этой же школе с 1 сентября 2022 года вводится режим, что ученики 3-тих классов ( 438 человек) будут ездить на учёбу от школы в иные школы Ростова-на-Дону, а 1 сентября школа примет 596 первоклассников. В этом же микрорайоне срочно возводится сборно-щитовая модульная (временная) школа на 850 учеников.  В Ростове-на-Дону наблюдается активная тенденция роста детского населения, что отражается в строительстве в новых микрорайонах учебных заведений типа общеобразовательных школ, аналогичная тенденция прослеживается в отношении учреждений типа детских садов. Кроме этого, в Ростове-на-Дону по улице Зорге ( район территории земельного участка и студенческого камбуза ЮФУ ) планируется введение с 1 сентября 2023 года в эксплуатацию специального учебного общеобразовательного учреждения - Научного лицея ЮФУ - с численностью обучающихся 6500 учеников с углубленной подготовкой предметов по программам подготовки абитуриентов по факультетам ЮФУ( постоянных лицеистов по типу школы 2000, а 4500 это классы почасового обучения из других школ второй и третьей смены ),  ныне это введенная в эксплуатацию № 69 Школа - лицей.
6. В течение последних 12 лет в ежегодном отчёте "Социально-экономического развития" и отчёта "О расходе бюджетных средств" за прошедший год  Администрации Ростова-на-Дону, который публикуется обычно в во втором номере (либо издаётся спецвыпуск) в новом текущем году официального органа администрации "Ростов официальный", в разделе о демографической ситуации и пунктах отчёта с указанием численности населения, финансовые показатели указываются, а демографические ( численность населения) - школьники, инвалиды, льготники, пациенты учреждений здравоохранения,  подобное и просто численность граждан - опускается (стоит прочерк).
7. Лаборатория Гуманитарных и социальных исследований ЮНЦ РАН РФ, находится в Ростове-на-Дону, возглавляет доцент РГУ-ЮФУ, кандидат юридических наук Батиев Левон .Владимирович, в прогнозе  перспективного развития Ростова-на-Дону на период с 2023-2035 года  опубликован  в реферативном журнале ЮНЦ РАН  указывает и утверждает , что расчёт демографического потенциала Ростова-на-Дону  имеет наименьший ординал (минимальное значение) от 1 миллиона 600 тысяч человек. В декабре 2022 года ЮНЦ АН РФ опубликовал демографический ежегодный атлас ЮФО и СКФО РФ, в котором приводятся данные, что количество прибывших в Ростов-на-Дону и оставшихся у родственников, купивших жильё и подобное граждан - беженцев из района Карабаха , Донбасса и Запорожья приближается в 350 тысячам человек.
8. Основная городская публичная газета "Вечерний Ростов"  в номере за 12. 12. 2021  года  поместила материал с критикой проводившейся  переписи  населения  в 2021 году , указав , что опрос населения показал, что в ней приняло участие не более 40% реальных респондентов.
9. В феврале 2023 года Администрация Ростова-на-Дону на специальном портале городской информации опубликовала перечень из 1863  убежищ общего назначения для населения численностью не менее 2 миллионов 700 тысяч  человек, без учёта убежищ МО РФ , МЧС РФ и убежищ медицинских учреждений Министерства здравоохранения РО и ФМБА, Не учтены убежища Батайска и Аксая.
10. Демографической проблемой Ростова-на-Дону является крайняя географическая близость городов - спутников Аксая и Батайска к Ростову-на-Дону. Город Аксай ( реально около 200 тысяч жителей) фактически слился с Ростовом-на-Дону, минимальное расстояние между строениями 32 метра в районе бывшего старого аэропорта по проспекту Шолохова, а так реально города разделяет только не глубокий яр ( овраг),  в котором проложена железная дорога - магистральный путь. Город Батайск ( реально 350 тысяч жителей) на левом берегу реки Дон фактически на протяжении 3500 метров граничит с жилым микрорайоном Левобережный Ростова-на-Дону, спортивным водным комплексом международного класса "Гребной канал" и футбольным стадионом международного класса "Левобережный" , построенным к чемпионату мира в РФ, а также находится на расстоянии около 360 метров от  промышленной зоны Ростова-на-Дону Заречная. У 3 городов объединенная городская техническая инфраструктура, технологически существует Большой Ростов-на-Дону с населением не менее 2 миллионов человек.  Юридическое объединение городов высвободит около 60 миллиардов рублей на содержание дублирующего государственного аппарата, а Ростов-на-Дону станет тогда демографически ( не по площади, не по размерам) 3 городом в РФ и 12 в Европе.